# Loxosomella leptoclini
Loxosomella leptoclini är en bägardjursart som först beskrevs av Harmer 1885.  Loxosomella leptoclini ingår i släktet Loxosomella och familjen Loxosomatidae. Inga underarter finns listade i Catalogue of Life.